# Médaille du Mérite des Groupes de combat de la classe ouvrière

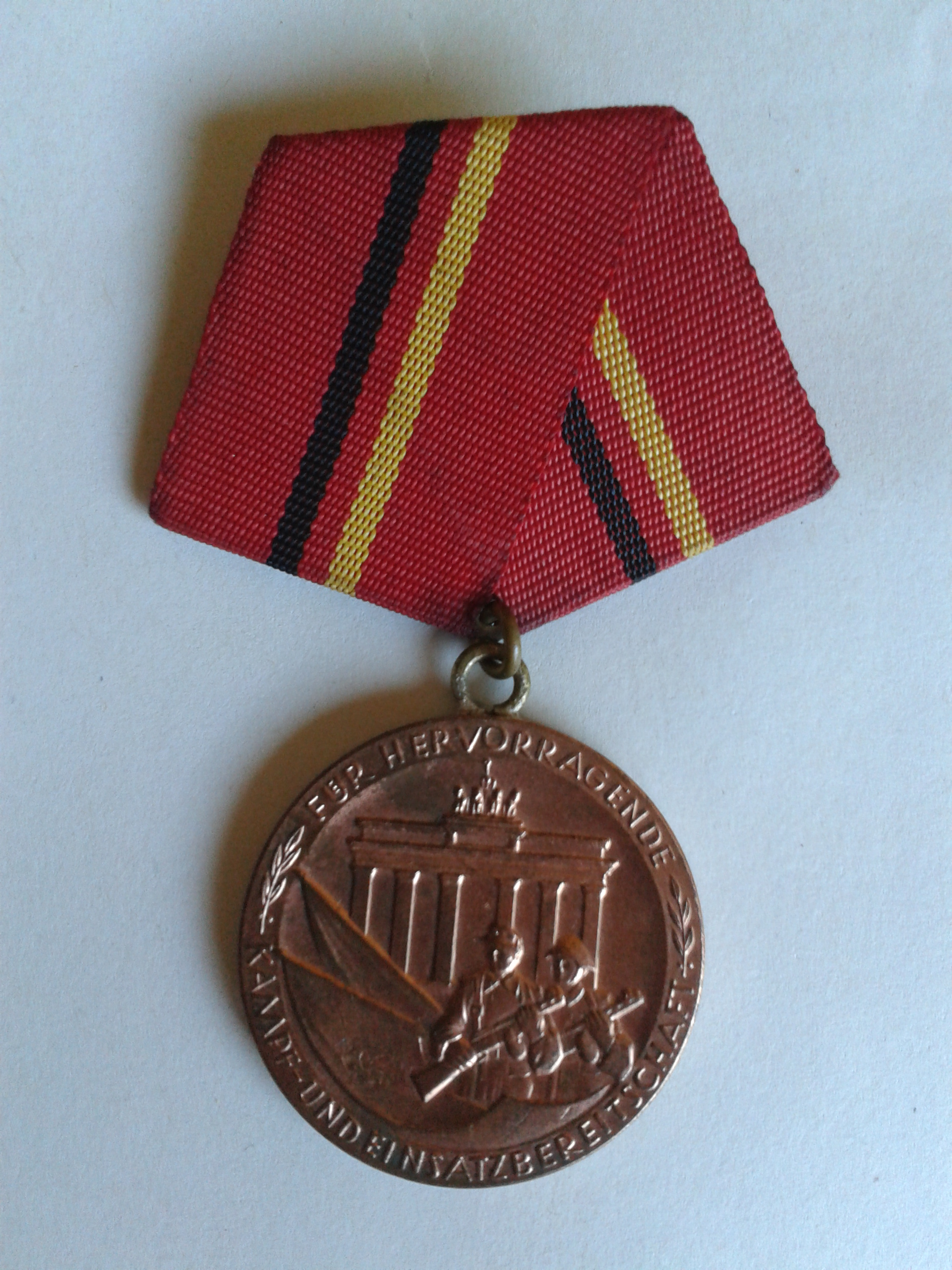
Médaille du Mérite des Groupes de Combat en bronze (avers).

La médaille du Mérite des Groupes de combat de la classe ouvrière est une décoration de la République démocratique allemande (RDA), créée le 25 septembre 1961, et complétée en 1978 par deux autres pour former les échelons de bronze, d'argent et d'or. Elle récompense la loyauté dans l'accomplissement du devoir et les contributions exemplaires au sein des groupes de combat. Décernée seulement à des individus jusqu'en 1972, elle l'est ensuite également à des unités entières. Le 1er mai et le 7 octobre, la médaille peut être remise par le ministre de l’Intérieur et le chef de la Volkspolizei. Elle est accompagnée d'un diplôme et d'une prime pour les particuliers.

## Apparence et port de la médaille

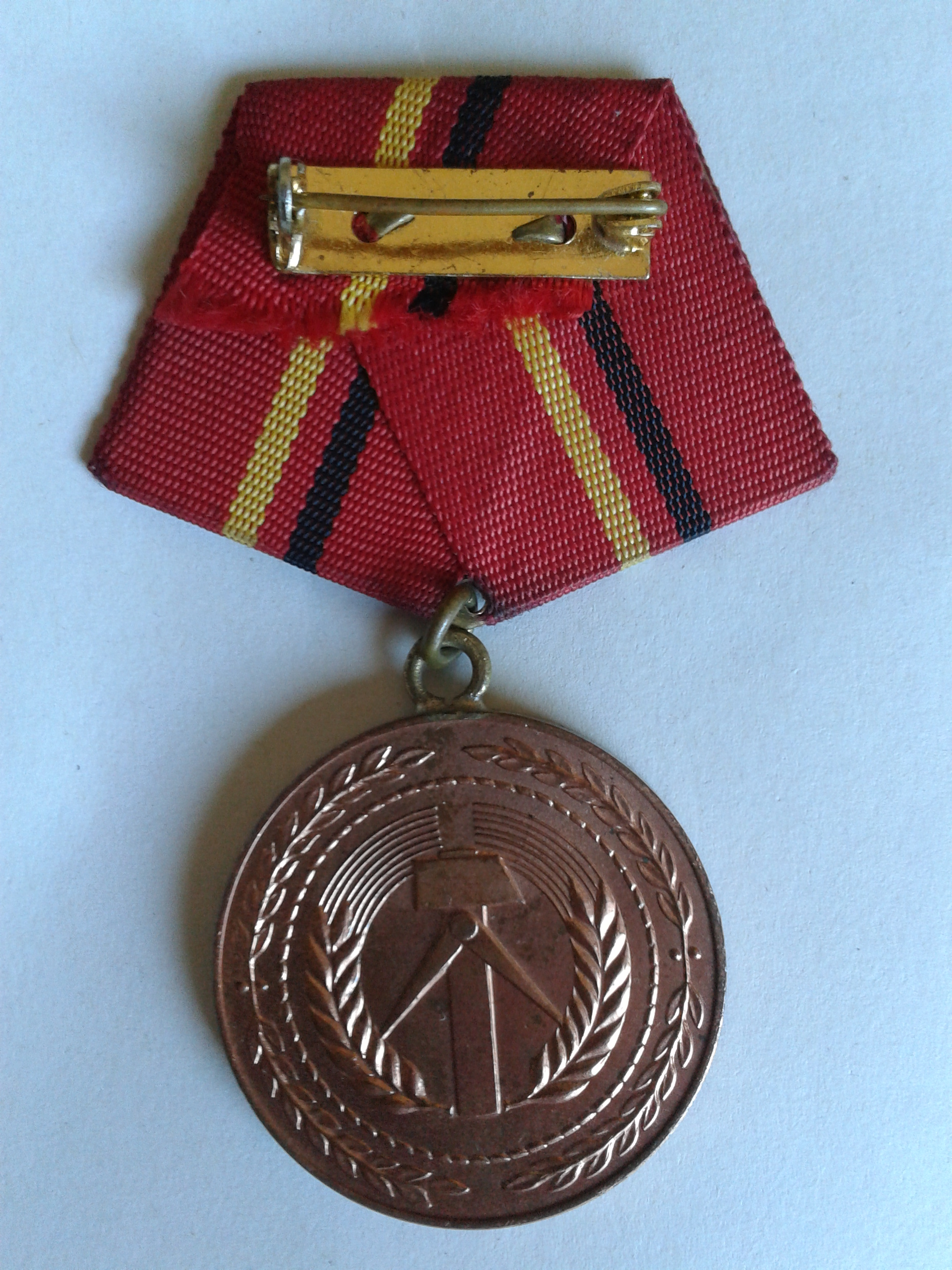
Médaille du Mérite des Groupes de Combat en bronze (revers).

D'un diamètre de 32 mm, la médaille montre sur son avers la Porte de Brandebourg, vue de l'est, sous une forme stylisée. Au premier plan, en bas à droite, sont représentés un membre des groupes de combat (à gauche) et un membre de la Nationale Volksarmee (à droite), tenant chacun un fusil d’assaut automatique avec chargeur circulaire, et à gauche, le drapeau de la RDA et le drapeau rouge de la classe ouvrière. La partie supérieure porte l'inscription suivante : FÜR HERVORRAGENDE  (Pour l'excellence). Dans la partie inférieure, un rameau de laurier encadre l'inscription suivante : KAMPF- UND EINSATZBEREITSCHAFT (Lutte et disponibilité). Le revers de la médaille montre au centre le premier emblème de la RDA, entouré d’un cercle de perles ainsi que de quatre branches de laurier, dont les extrémités forment des espaces vers le haut et vers le bas.
La médaille était portée sur le côté supérieur gauche de la poitrine à l'aide d'une agrafe pentagonale recouverte d'un ruban rouge, au centre de duquel est tissée une bande noire, rouge et dorée de 6,5 mm de large. Sur les bords droit et gauche du ruban, une bande de couleur correspond à l'échelon. Le ruban de rappel est de forme rectangulaire et possède les mêmes motifs que l'attache pentagonale de la médaille.